# Zaránd (keresztnév)
A Zaránd régi magyar személynév, lehet, hogy szláv eredetű, és a jelentése: morgó, zsörtölődő.
Nagy Géza szerint a Zaránd név jelentése arany.

## Gyakorisága
Az 1990-es években szórványos név, a 2000-es években nem szerepel a 100 leggyakoribb férfinév között.

## Névnapok
- június 8.[2]
- október 23.[2]

## Híres Zarándok
- Schuller Zaránd, tekerőlantos és a Republika Zaranska elnöke[6]